# Тахов (окръг)
Окръг Тахов (на чешки: Okres Tachov) е един от 7-те окръга на Пилзенския край на Чехия. Административен център е едноименният град Тахов. Площта на окръга е 1378,68 km2, а населението – 53 125 жители. В окръга има 68 населени места, от които 8 града и 2 места без право на самоуправление.

## География
Окръгът е разположен в северозападната част на края. Граничи с пилзенските окръзи Пилзен-юг на югоизток, Пилзен-север на изток и Домажлице на юг. На север граничи с окръг Хеб на Карловарския край. На запад е държавната граница с Германия.

## Градове и население
Данни за 2009 г.:
| Град       | Население |
| ---------- | --------- |
| Тахов      | 13 004    |
| Стршибро   | 8153      |
| Плана      | 5645      |
| Бор        | 4408      |
| Кладруби   | 1542      |
| Пршимда    | 1529      |
| Черношин   | 1217      |
| Бездружице | 952       |

| Общо           | Жени             | Мъже             |
| -------------- | ---------------- | ---------------- |
| 54 375 (100 %) | 26 837 (49,36 %) | 27 538 (50,64 %) |

Средната гъстота е 39 души на km²; 67,03 % от населението живее в градове.